# Calanthemis garnieri
Calanthemis garnieri là một loài bọ cánh cứng trong họ Cerambycidae.